# خاک نسوز

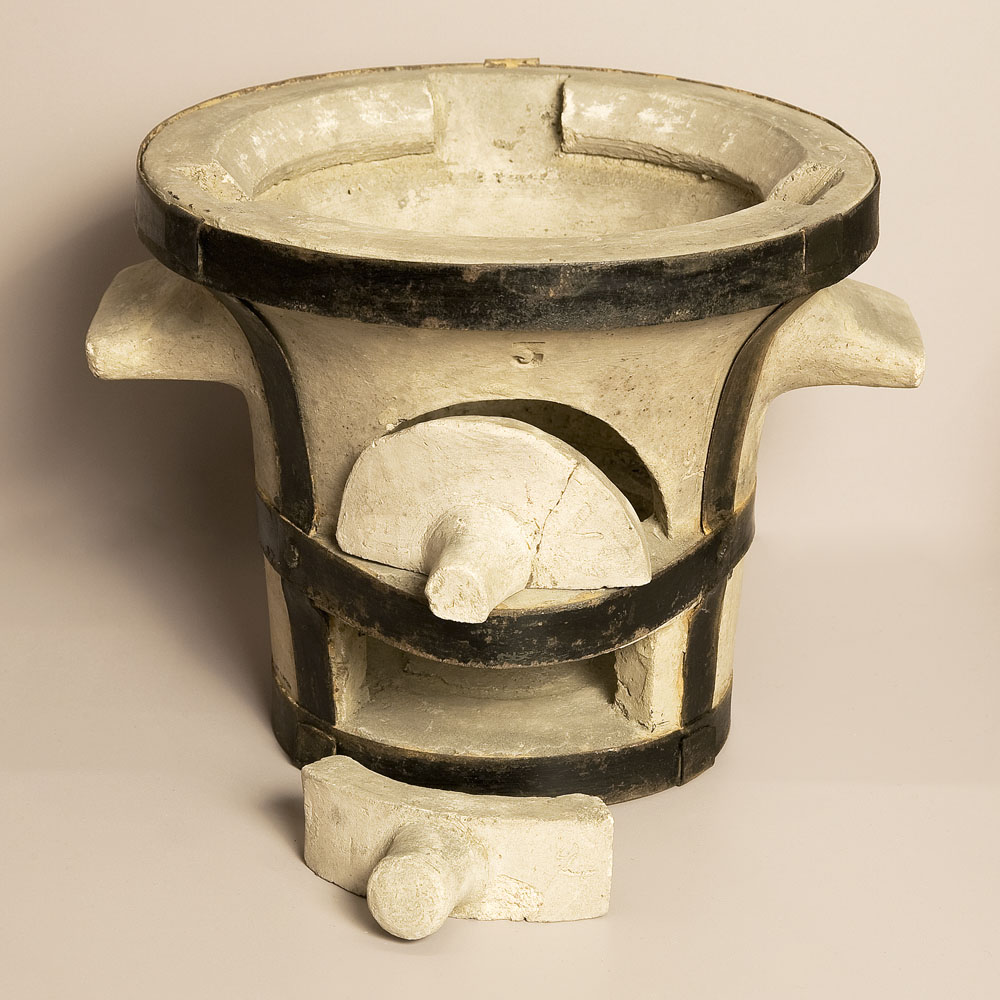
کورهٔ ساخته‌شده با خاک نسوز

خاک نسوز اصطلاحی‌ست که برای برخی از خاکهای دیرگداز به کار می‌رود. این خاکها معمولاً در ساخت آجرهای نسوز کاربرد دارند. 
در علم سرامیک، به خاکی نسوز گفته می‌شود که دست‌کم دمای ۱۵۱۵ درجه سانتی‌گراد را تحمل کند. این خاکها دارای حدود ۲۳ تا ۳۴ درصد وزنی اکسید آلومینیوم، ۵۰ تا ۶۰ درصد وزنی سیلیس و ۹ تا ۱۲ درصد وزنی مواد فرار، بیشترش آب، که حین پخت از ماده خارج می‌شوند. این خاکها می‌توانند تا ۲۵ درصد وزنی اکسید آهن سه (Fe۲O۳) و مقادیری TiO۲ ،CaO، MgO، K۲O، Na۲O داشته‌باشند.